# Medal Diraca

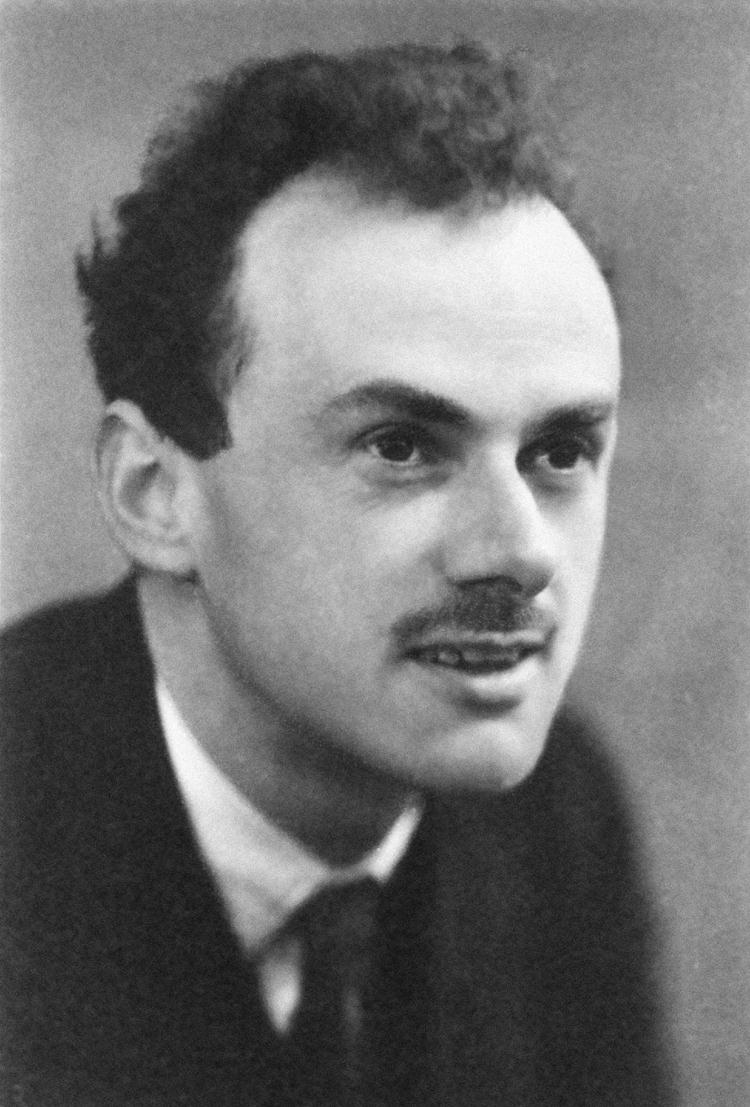
Paul A.M. Dirac

Z nazwiskiem Paula Diraca związanych jest kilka nagród z zakresu fizyki teoretycznej, matematyki i chemii teoretycznej:
- Medal Diraca przyznawany przez ICTP,
- Medal i Nagroda Diraca przyznawane przez IOP,
- Medal Diraca przyznawany przez WATOC[1].

## Medal Diraca ICTP
Jest to corocznie (od 1985 roku) przyznawana nagroda przez włoskie Międzynarodowe Centrum Fizyki Teoretycznej (ang. International Centre for Theoretical Physics – ICTP). Medal oraz nagroda w wysokości 5000 $ wręczane są 8 sierpnia w dzień urodzin Diraca.

### Lista laureatów
- 1985: Edward Witten, Jakow Zeldowicz
- 1986: Aleksandr Polakow, Yoichiro Nambu
- 1987: Bruno Zumino, Bryce DeWitt
- 1988: David J. Gross, Efim S. Fradkin
- 1989: John H. Schwarz, Michael Green
- 1990: Ludwig Faddeev, Sidney Coleman
- 1991: Jeffrey Goldstone, Stanley Mandelstam
- 1992: Nikołaj Bogolubow, Jakow Sinaj
- 1993: Daniel Freedman, Peter van Nieuwenhuizen, Sergio Ferrara
- 1994: Frank Wilczek
- 1995: Michael Berry
- 1996: Martinus J.G. Veltman, Tullio Regge
- 1997: David Olive, Peter Goddard
- 1998: Roman Jackiw, Stephen L. Adler
- 1999: Giorgio Parisi
- 2000: Helen Quinn, Howard Georgi, Jogesh Pati
- 2001: John Hopfield
- 2002: Alan Guth, Andrei Linde, Paul Steinhardt
- 2003: Robert Kraichnan, Vladimir Zakharov
- 2004: Curtis Callan, James Bjorken
- 2005: Patrick Lee, Sir Samuel Frederick Edwards
- 2006: Peter Zoller
- 2007: Jean Iliopoulos, Luciano Maiani
- 2008: Joseph Polchinski, Juan Maldacena, Cumrun Vafa
- 2009: Roberto Car, Michele Parrinello
- 2010: Nicola Cabibbo, George Sudarshan
- 2011: Édouard Brézin, John Cardy, Aleksandr Zamołodczikow
- 2012: Duncan Haldane, Charles Kane, Shoucheng Zhang
- 2013:  Tom Kibble, Jim Peebles, Martin Rees
- 2014: Ashoke Sen, Andrew Strominger, Gabriele Veneziano
- 2015: Alexei Kitaev, Gregory W. Moore, Nicholas Read
- 2016: Nathan Seiberg, Mikhail Shifman, Arkady Vainshtein
- 2017: Charles H. Bennett, David Deutsch, Peter W. Shor
- 2018: Subir Sachdev, Dam Thanh Son, Xiao-Gang Wen
- 2019: Viatcheslav Mukhanov, Alexei Starobinsky, Raszyd Siuniajew
- 2020: André Neveu, Pierre Ramond, Miguel Virasoro
- 2021: Alessandra Buonanno, Thibault Damour, Frans Pretorius, Saul Teukolsky
- 2022: Joel L. Lebowitz, Elliott H. Lieb, David P. Ruelle
- 2023: Jeffrey Harvey, Igor Klebanov, Stephen Shenker, Leonard Susskind
- 2024: Horacio Casini, Marina Huerta, Shinsei Ryu, Tadashi Takayanagi

## Nagroda i Medal Diraca IOP
Nagroda przyznawana corocznie od 1987 przez IOP (ang. Institute of Physics) za wybitny wkład w fizykę teoretyczną (włączając w to metody matematyczne i obliczeniowe). Z przyznaniem nagrody łączy się gratyfikacja finansowa w wysokości £ 1000.

### Lista laureatów
- 1987: Stephen Hawking
- 1988: John Bell
- 1989: Roger Penrose
- 1990: Michael Berry
- 1991: Rudolf Peierls
- 1992: Anthony Leggett
- 1993: David Thouless
- 1994: Volker Heine
- 1995: Daniel Walls
- 1996: John Pendry
- 1997: Peter Higgs
- 1998: David Deutsch
- 1999: Ian Percival
- 2000: John Cardy
- 2001: Brian Ridley
- 2002: John Hannay
- 2003: Christopher Hull
- 2004: Michael Green
- 2005: John Ellis
- 2006: Mike Gillan
- 2007: David Sherrington
- 2008: Bryan Webber
- 2009: Michael Cates
- 2010: James Binney
- 2011: Christopher Isham
- 2012: Graham Garland Ross
- 2013: Stephen M. Barnett
- 2014: Tim Palmer
- 2015: John David Barrow
- 2016: Sandu Popescu
- 2017: Michael Duff
- 2018: John Chalker
- 2019: R. Keith Ellis
- 2020: Carlos Frenk
- 2021: Steven Balbus
- 2022: Michael William Finnis[3]
- 2023: Gavin Salam

## Medal Diraca WATOC
Nagroda przyznawana corocznie przez World Association of Theoretical and Computational Chemists.

### Lista laureautów
- 2022: Katharina Boguslawski
- 2021: Edit Matyus[1]
- 2020: Alexandre Tkatchenko
- 2019: Satoshi Maeda
- 2018: Erin Johnson
- 2017: Francesco Evangelista
- 2016: Johannes Neugebauer
- 2015: Edward Valeev
- 2014: Denis Jacquemin
- 2013: Filipp Furche
- 2012:	Paul Ayers
- 2011:	Leticia Gonzalez
- 2010:	Daniel Crawford
- 2009:	Jeremy Harvey
- 2008:	Kenneth Ruud
- 2007:	Anna Krylov
- 2006:	Lucas Visscher
- 2005:	Ursula Röthlisberger
- 2004:	Jan Martin
- 2003:	Peter Schreiner
- 2002:	Jerzy Ciosłowski
- 2001:	Martin Kaupp
- 2000:	Jiali Gao
- 1999:	Peter Gill
- 1998:	Timothy J. Lee